# A Broadway Scandal
A Broadway Scandal é um filme mudo norte-americano de 1918, do gênero comédia, dirigido por Joe De Grasse, que apresenta Lon Chaney e Carmel Myers. O estado do filme de existência é desconhecido e é considerado perdido.

## Elenco
- Carmel Myers - Nenette Bisson
- W. H. Bainbridge - Dr. Kendall
- Edwin August - David Kendall
- Lon Chaney - 'Kink' Colby
- Andrew Robson - Armande Bisson
- S. K. Shilling - Paul Caval
- Fred Gamble - Falkner